# Coenosia longimaculata
Coenosia longimaculata är en tvåvingeart som beskrevs av Stein 1920. Coenosia longimaculata ingår i släktet Coenosia och familjen husflugor. Inga underarter finns listade i Catalogue of Life.